# واکانوهانا کانجی دوم
واکانوهانا کانجی دوم (به ژاپنی: 若乃花 幹士(二代目)) کُشتی‌گیر سوموی اهل استان آئوموری در کشور ژاپن است که پنجاه‌ و ششمین کشتی‌گیر دارای رتبهٔ یوکوزونا محسوب می‌شود. وی در سال ۱۹۷۸ میلادی به این مرتبه ارتقا یافت و در سال ۱۹۸۳ میلادی بازنشست شد. واکانوهانا کانجی دوم توانست ۴ بار قهرمان (یوشو) مسابقات سومو شود.

## مرگ
واکانوهانا در آوریل ۲۰۲۱به سرطان ریه مبتلا شد. او در ۱۶ ژوئیه ۲۰۲۲ در بیمارستانی در اوساکا در سن ۶۹ سالگی درگذشت.